# UCI Europe Tour 2012
Navigation
Édition précédente Édition suivante
L'UCI Europe Tour 2012 est la huitième édition de l'UCI Europe Tour, l'un des cinq circuits continentaux de cyclisme de l'Union cycliste internationale. Il est composé de plus de 250 compétitions, organisées du 29 janvier au 21 octobre 2012 en Europe.

## Évolutions du calendrier
Le Grand Prix E3, auparavant classé 1.HC dans l'UCI Europe Tour, disparaît du calendrier pour intégrer l'UCI World Tour. La Clásica de Almería, jusque-là classé 1.1, devient une course 1.HC.

## Calendrier des épreuves

### Janvier
| Date | Course                                 | Pays   | Classe | Vainqueur       | Équipe  |
| ---- | -------------------------------------- | ------ | ------ | --------------- | ------- |
| 29   | Grand Prix d'ouverture La Marseillaise | France | 1.1    | Samuel Dumoulin | Cofidis |

### Février
| Date  | Course                                   | Pays     | Classe | Vainqueur              | Équipe                       |
| ----- | ---------------------------------------- | -------- | ------ | ---------------------- | ---------------------------- |
| 1-5   | Étoile de Bessèges                       | France   | 2.1    | Jérôme Coppel          | Saur-Sojasun                 |
| 4     | Grand Prix de la côte étrusque           | Italie   | 1.1    | Elia Viviani           | Liquigas-Cannondale          |
| 5     | Trofeo Palma                             | Espagne  | 1.1    | Andrew Fenn            | Omega Pharma-Quick Step      |
| 6     | Trofeo Migjorn                           | Espagne  | 1.1    | Andrew Fenn            | Omega Pharma-Quick Step      |
| 7     | Trofeo Deià                              | Espagne  | 1.1    | Lars Petter Nordhaug   | Sky                          |
| 8-12  | Tour méditerranéen                       | France   | 2.1    | Jonathan Tiernan-Locke | Endura Racing                |
| 11-12 | Tour de la province de Reggio de Calabre | Italie   | 2.1    | Elia Viviani           | Liquigas-Cannondale          |
| 15–19 | Tour de l'Algarve                        | Portugal | 2.1    | Richie Porte           | Sky                          |
| 18    | Trofeo Laigueglia                        | Italie   | 1.1    | Moreno Moser           | Liquigas-Cannondale          |
| 18–19 | Tour du Haut-Var                         | France   | 2.1    | Jonathan Tiernan-Locke | Endura Racing                |
| 19–23 | Tour d'Andalousie                        | Espagne  | 2.1    | Alejandro Valverde     | Movistar                     |
| 25    | Ster van Zwolle                          | Pays-Bas | 1.2    | Robin Chaigneau        | Koga                         |
| 25    | Beverbeek Classic                        | Belgique | 1.2    | Tom Van Asbroeck       | Topsport Vlaanderen-Mercator |
| 25    | Circuit Het Nieuwsblad                   | Belgique | 1.HC   | Sep Vanmarcke          | Garmin-Barracuda             |
| 26    | Boucles du Sud Ardèche                   | France   | 1.1    | Rémi Pauriol           | FDJ-BigMat                   |
| 26    | Kuurne-Bruxelles-Kuurne                  | Belgique | 1.1    | Mark Cavendish         | Sky                          |
| 26    | Grand Prix de Lugano                     | Suisse   | 1.1    | Eros Capecchi          | Liquigas-Cannondale          |
| 26    | Clásica de Almería                       | Espagne  | 1.HC   | Michael Matthews       | Rabobank                     |
| 29    | Le Samyn                                 | Belgique | 1.1    | Arnaud Démare          | FDJ-BigMat                   |

### Mars
| Date  | Course                                      | Pays     | Classe | Vainqueur              | Équipe                       |
| ----- | ------------------------------------------- | -------- | ------ | ---------------------- | ---------------------------- |
| 2–4   | Trois Jours de Flandre-Occidentale          | Belgique | 2.1    | Julien Vermote         | Omega Pharma-Quick Step      |
| 3     | Strade Bianche                              | Italie   | 1.1    | Fabian Cancellara      | RadioShack-Nissan            |
| 3     | Flèche flamande                             | Belgique | 1.2    | Frédéric Amorison      | Landbouwkrediet-Euphony      |
| 3-4   | Tour de Murcie                              | Espagne  | 2.1    | Nairo Quintana         | Movistar                     |
| 4     | Grand Prix de Lillers-Souvenir Bruno Comini | France   | 1.2    | Russell Downing        | Endura Racing                |
| 4     | Trofeo Zssdi                                | Italie   | 1.2    | Patrick Facchini       | Casati MI Impianti           |
| 9     | À travers Drenthe                           | Pays-Bas | 1.1    | Theo Bos               | Rabobank                     |
| 10    | Tour de Drenthe                             | Pays-Bas | 1.1    | Bert-Jan Lindeman      | Vacansoleil-DCM              |
| 11    | Trofeo Franco Balestra                      | Italie   | 1.2    | Patrick Facchini       | Casati MI Impianti           |
| 11    | Paris-Troyes                                | France   | 1.2    | Jean-Marc Bideau       | Bretagne-Schuller            |
| 11    | Dorpenomloop Rucphen                        | Pays-Bas | 1.2    | Giorgio Brambilla      | Leopard-Trek Continental     |
| 11    | Poreč Trophy                                | Croatie  | 1.2    | Matej Mugerli          | Adria Mobil                  |
| 11    | Course des chats                            | Belgique | 1.2    | Roy Jans               | An Post-Sean Kelly           |
| 11    | Circuit du Pays de Waes                     | Belgique | 1.2    | Preben Van Hecke       | Topsport Vlaanderen-Mercator |
| 14    | Nokere Koerse                               | Belgique | 1.1    | Francesco Chicchi      | Omega Pharma-Quick Step      |
| 15–18 | Istrian Spring Trophy                       | Croatie  | 2.2    | Markus Eibegger        | RC Arbö Gourmetfein Wels     |
| 16    | Handzame Classic                            | Belgique | 1.1    | Francesco Chicchi      | Omega Pharma-Quick Step      |
| 17    | Classic Loire-Atlantique                    | France   | 1.1    | Florian Vachon         | Bretagne-Schuller            |
| 18    | Cholet-Pays de Loire                        | France   | 1.1    | Arnaud Démare          | FDJ-BigMat                   |
| 18    | Roue tourangelle                            | France   | 1.2    | Viatcheslav Kouznetsov | Itera-Katusha                |
| 18    | Grand Prix San Giuseppe                     | Italie   | 1.2    | Ilya Gorodnichev       | Hopplà-Vega-Truck Italia     |
| 19–25 | Tour de Normandie                           | France   | 2.2    | Jérôme Cousin          | Europcar                     |
| 20–24 | Semaine internationale Coppi et Bartali     | Italie   | 2.1    | Jan Bárta              | NetApp                       |
| 21    | À travers les Flandres                      | Belgique | 1.1    | Niki Terpstra          | Omega Pharma-Quick Step      |
| 22–25 | Tour de l'Alentejo                          | Portugal | 2.2    | Alexey Kunshin         | Lokosphinx                   |
| 24–25 | Critérium international de la route         | France   | 2.HC   | Cadel Evans            | BMC Racing                   |
| 27–29 | Trois Jours de La Panne                     | Belgique | 2.HC   | Sylvain Chavanel       | Omega Pharma-Quick Step      |
| 30    | Route Adélie de Vitré                       | France   | 1.1    | Roberto Ferrari        | Androni Giocattoli-Venezuela |
| 30–1  | Triptyque des Monts et Châteaux             | Belgique | 2.2    | Bob Jungels            | Leopard-Trek Continental     |
| 31    | Volta Limburg Classic                       | Pays-Bas | 1.1    | Pavel Brutt            | Katusha                      |
| 31    | Grand Prix Miguel Indurain                  | Espagne  | 1.HC   | Daniel Moreno          | Katusha                      |

### Avril
| Date  | Course                                                  | Pays               | Classe | Vainqueur                   | Équipe                             |
| ----- | ------------------------------------------------------- | ------------------ | ------ | --------------------------- | ---------------------------------- |
| 1     | Flèche d'Émeraude                                       | France             | 1.1    | Roberto Ferrari             | Androni Giocattoli-Venezuela       |
| 1     | Grand Prix de la ville de Nogent-sur-Oise               | France             | 1.2    | Igor Boev                   | Itera-Katusha                      |
| 1     | Trofeo Banca Popolare di Vicenza                        | Italie             | 1.2U   | Jay McCarthy                | Jayco-AIS                          |
| 3–6   | Circuit de la Sarthe                                    | France             | 2.1    | Luke Durbridge              | GreenEDGE                          |
| 4     | Grand Prix de l'Escaut                                  | Belgique           | 1.HC   | Marcel Kittel               | Argos-Shimano                      |
| 4–8   | Grand Prix de Sotchi                                    | Russie             | 2.2    | Ivan Stević                 | Partizan Powermove                 |
| 5     | Grand Prix Pino Cerami                                  | Belgique           | 1.1    | Gaëtan Bille                | Lotto-Belisol                      |
| 6–8   | Circuit des Ardennes international                      | France             | 2.2    | Marek Rutkiewicz            | CCC Polsat Polkowice               |
| 7     | Tour des Flandres espoirs                               | Belgique           | 1.Ncup | Kenneth Vanbilsen           | Équipe nationale de Belgique       |
| 8     | Klasika Primavera                                       | Espagne            | 1.1    | Giovanni Visconti           | Movistar                           |
| 9     | Tour de Cologne                                         | Allemagne          | 1.1    | Jan Bárta                   | NetApp                             |
| 9     | À travers le Hageland                                   | Belgique           | 1.2    | Timothy Stevens             | Ovyta-Eijssen-Acrog                |
| 9     | Giro del Belvedere                                      | Italie             | 1.2U   | Daniele Dall'Oste           | Trevigiani Dynamon Bottoli         |
| 10    | Paris-Camembert                                         | France             | 1.1    | Pierre-Luc Périchon         | La Pomme Marseille                 |
| 10    | Gran Premio Palio del Recioto                           | Italie             | 1.2U   | Francesco Manuel Bongiorno  | Hoppla Wega Truck It.Valdarno      |
| 11    | Flèche brabançonne                                      | Belgique           | 1.HC   | Thomas Voeckler             | Europcar                           |
| 11    | Côte picarde                                            | France             | 1.Ncup | Vegard Breen                | Équipe nationale de Norvège        |
| 11–15 | Tour du Loir-et-Cher                                    | France             | 2.2    | Andrey Solomennikov         | Itera-Katusha                      |
| 12    | Grand Prix de Denain                                    | France             | 1.1    | Juan José Haedo             | Saxo Bank                          |
| 13–15 | Tour de Castille-et-León                                | Espagne            | 2.1    | Javier Moreno               | Movistar                           |
| 14    | Tour du Finistère                                       | France             | 1.1    | Julien Simon                | Saur-Sojasun                       |
| 14    | Trophée Edil C                                          | Italie             | 1.2    | Kristian Sbaragli           | Hopplà-Vega-Truck Italia           |
| 14    | Liège-Bastogne-Liège espoirs                            | Belgique           | 1.Ncup | Michael Valgren             | Équipe nationale du Danemark       |
| 14    | ZLM Tour                                                | Pays-Bas           | 1.Ncup | Maxime Daniel               | Équipe nationale de France         |
| 15    | Tro Bro Leon                                            | France             | 1.1    | Ryan Roth                   | SpiderTech-C10                     |
| 15    | Tour des Apennins                                       | Italie             | 1.1    | Fabio Felline               | Androni Giocattoli-Venezuela       |
| 15    | Zellik-Galmaarden                                       | Belgique           | 1.2    | Kevin Thome                 | Wallonie Bruxelles-Crédit agricole |
| 15    | Grand Prix de Donetsk                                   | Ukraine            | 1.2    | Ilnur Zakarin               | Itera-Katusha                      |
| 17–20 | Tour du Trentin                                         | Italie             | 2.HC   | Domenico Pozzovivo          | Colnago-CSF Inox                   |
| 17-21 | Toscane-Terre de cyclisme                               | Italie             | 1.Ncup | Fabio Aru                   | Équipe nationale d'Italie          |
| 18–22 | Grand Prix d'Adyguée                                    | Russie             | 2.2    | Ilnur Zakarin               | Itera-Katusha                      |
| 21    | Arno Wallaard Memorial                                  | Pays-Bas           | 1.2    | Dylan van Baarle            | Rabobank Continental               |
| 21    | Banja Luka-Belgrade I                                   | Bosnie-Herzégovine | 1.2    | Marko Kump                  | Adria Mobil                        |
| 22    | Banja Luka-Belgrade II                                  | Serbie             | 1.2    | Matej Mugerli               | Adria Mobil                        |
| 22    | Tour de La Rioja                                        | Espagne            | 1.1    | Evgeny Shalunov             | Lokosphinx                         |
| 22    | Tour de Hollande-Septentrionale                         | Pays-Bas           | 1.2    | Gediminas Bagdonas          | An Post-Sean Kelly                 |
| 22    | Val d'Ille U Classic 35                                 | France             | 1.2    | Éric Berthou                | Bretagne-Schuller                  |
| 22-29 | Tour de Turquie                                         | Turquie            | 2.HC   | Aleksandr Dyachenko         | Astana                             |
| 25    | Gran Premio della Liberazione                           | Italie             | 1.2U   | Enrico Barbin               | Trevigiani Dynamon Bottoli         |
| 25–1  | Tour de Bretagne                                        | France             | 2.2    | Reinardt Janse van Rensburg | MTN Qhubeka                        |
| 27-29 | Tour des Asturies                                       | Espagne            | 2.1    | Beñat Intxausti             | Movistar                           |
| 28    | Grand Prix de l'industrie et de l'artisanat de Larciano | Italie             | 1.1    | Filippo Pozzato             | Farnese Vini-Selle Italia          |
| 29    | Himmerland Rundt                                        | Danemark           | 1.2    | André Steensen              | Glud & Marstrand-LRØ               |
| 29    | Tour de Toscane                                         | Italie             | 1.1    | Alessandro Ballan           | BMC Racing                         |
| 29    | Grand Prix Industrie del Marmo                          | Italie             | 1.2    | Thomas Fiumana              | Petroli Firenze                    |
| 29    | East Midlands International Cicle Classic               | Royaume-Uni        | 1.2    | Alexandre Blain             | Endura Racing                      |
| 29    | Paris-Mantes-en-Yvelines                                | France             | 1.2    | Alex Meenhorst              | Differdange Magic-SportFood.de     |

### Mai
| Date  | Course                                               | Pays        | Classe | Vainqueur                   | Équipe                             |
| ----- | ---------------------------------------------------- | ----------- | ------ | --------------------------- | ---------------------------------- |
| 1     | Trofeo Papà Cervi                                    | Italie      | 1.2    | Giorgio Bocchiola           | Colpack                            |
| 1     | Grand Prix du 1er mai - Prix d'honneur Vic De Bruyne | Belgique    | 1.2    | Christophe Prémont          | Wallonie Bruxelles-Crédit agricole |
| 1     | Mayor Cup                                            | Russie      | 1.2    | Igor Boev                   | Itera-Katusha                      |
| 1     | Grand Prix de Francfort espoirs                      | Allemagne   | 1.2U   | Sven Erik Bystrøm           | Øster Hus-Ridley                   |
| 1     | Grand Prix de Francfort                              | Allemagne   | 1.HC   | Moreno Moser                | Liquigas-Cannondale                |
| 1     | Mémorial Andrzej Trochanowski                        | Pologne     | 1.2    | Tomasz Smoleń               | Bank BGŻ                           |
| 2     | Mémorial Oleg Dyachenko                              | Russie      | 1.2    | Alexander Rybakov           | Itera-Katusha                      |
| 2–6   | Tour du Frioul-Vénétie julienne                      | Italie      | 2.2    | Diego Rosa                  | Palazzago Elledent Rad Logistic    |
| 2–6   | Carpathia Couriers Path                              | Pologne     | 2.2U   | Maurits Lammertink          | Jo Piels                           |
| 3     | Grand Prix de Moscou                                 | Russie      | 1.2    | Vitaliy Popkov              | ISD-Lampre Continental             |
| 4     | Grand Prix Dobrich I                                 | Bulgarie    | 1.2    | Martin Grashev              | Nessebar-Shockblaze                |
| 4-5   | Tour d'Overijssel                                    | Pays-Bas    | 1.2    | Reinardt Janse van Rensburg | MTN Qhubeka                        |
| 4–6   | Szlakiem Grodów Piastowskich                         | Pologne     | 2.1    | Marek Rutkiewicz            | CCC Polsat Polkowice               |
| 4–8   | Quatre Jours de Dunkerque                            | France      | 2.HC   | Jimmy Engoulvent            | Saur-Sojasun                       |
| 5–6   | Tour de la communauté de Madrid                      | Espagne     | 2.1    | Sergey Firsanov             | RusVelo                            |
| 5–9   | Cinq anneaux de Moscou                               | Russie      | 2.2    | Igor Boev                   | Itera-Katusha                      |
| 6     | Circuit de Wallonie                                  | Belgique    | 1.2    | Reinardt Janse van Rensburg | MTN Qhubeka                        |
| 6     | Circuito del Porto-Trofeo Arvedi                     | Italie      | 1.2    | Paolo Simion                | Zalf Euromobil                     |
| 6     | Grand Prix Dobrich II                                | Bulgarie    | 1.2    | Stefan Hristov              | Équipe nationale de Bulgarie       |
| 6     | Omloop der Kempen                                    | Pays-Bas    | 1.2    | Niko Eeckhout               | An Post-Sean Kelly                 |
| 9-13  | Heydar Aliyev Anniversary Tour                       | Azerbaïdjan | 2.2U   | Youcef Reguigui             |                                    |
| 10-12 | Małopolski Wyścig Górski                             | Pologne     | 2.2    | Marek Rutkiewicz            | CCC Polkowice                      |
| 10–13 | Rhône-Alpes Isère Tour                               | France      | 2.2    | Paul Poux                   | Saur-Sojasun                       |
| 11–13 | Tour de Picardie                                     | France      | 2.1    | John Degenkolb              | Argos-Shimano                      |
| 12    | Scandinavian Race Uppsala                            | Suède       | 1.2    | Jonas Ahlstrand             | CykelCity.se                       |
| 13    | Rogaland Grand Prix                                  | Norvège     | 1.1    | Antonio Piedra              | Caja Rural                         |
| 14–19 | Olympia's Tour                                       | Pays-Bas    | 2.2    | Dylan van Baarle            | Rabobank Continental               |
| 16–20 | Circuit de Lorraine                                  | France      | 2.1    | Nacer Bouhanni              | FDJ-BigMat                         |
| 16–20 | Tour de Grèce                                        | Grèce       | 2.2    | Robert Vrečer               | Perutnina Ptuj                     |
| 16–20 | Tour de Norvège                                      | Norvège     | 2.1    | Edvald Boasson Hagen        | Sky                                |
| 16–20 | Flèche du Sud                                        | Luxembourg  | 2.2    | Bob Jungels                 | Leopard-Trek Continental           |
| 17    | Tour du Limbourg                                     | Belgique    | 1.2    | Kevin Claeys                | Landbouwkrediet-Euphony            |
| 17–20 | Tour de Berlin                                       | Allemagne   | 2.2U   | Nikias Arndt                | LKT-Brandenburg                    |
| 17–20 | Ronde de l'Isard d'Ariège                            | France      | 2.2U   | Pierre-Henri Lecuisinier    | Vendée U                           |
| 19    | Jurmala Grand Prix                                   | Lettonie    | 1.1    | Rafael Andriato             | Farnese Vini-Selle Italia          |
| 19    | Grand Prix Criquielion                               | Belgique    | 1.2    | Tom David                   | Lotto-Bodysol PCW                  |
| 20    | Neuseen Classics – Rund um die Braunkohle            | Allemagne   | 1.1    | André Schulze               | NetApp                             |
| 20–27 | An Post Rás                                          | Irlande     | 2.2    | Nicolas Baldo               | Atlas Personal-Jakroo              |
| 23–27 | Tour de Bavière                                      | Allemagne   | 2.HC   | Michael Rogers              | Sky                                |
| 23–27 | Tour de Belgique                                     | Belgique    | 2.HC   | Tony Martin                 | Omega Pharma-Quick Step            |
| 24-27 | Tour de Trakya                                       | Turquie     | 2.2    | Yuriy Metlushenko           | Konya Torku Şeker Spor             |
| 25    | Grand Prix de Tallinn-Tartu                          | Estonie     | 1.1    | Saïd Haddou                 | Europcar                           |
| 26    | Grand Prix de Plumelec-Morbihan                      | France      | 1.1    | Julien Simon                | Saur-Sojasun                       |
| 26    | SEB Tartu GP                                         | Estonie     | 1.1    | Rene Mandri                 | Endura Racing                      |
| 26-28 | Tour de Gironde                                      | France      | 2.2    | Nick van der Lijke          | Rabobank Continental               |
| 27    | Boucles de l'Aulne                                   | France      | 1.1    | Sébastien Hinault           | AG2R La Mondiale                   |
| 27    | Race Horizon Park                                    | Ukraine     | 1.2    | Vitaliy Popkov              | ISD-Lampre Continental             |
| 27    | Paris-Roubaix espoirs                                | France      | 1.2U   | Bob Jungels                 | Leopard-Trek Continental           |
| 27    | Trofeo Città di San Vendemiano                       | Italie      | 1.2U   | Enrico Barbin               | Trevigiani Dynamon Bottoli         |
| 30–3  | Tour de Luxembourg                                   | Luxembourg  | 2.HC   | Jakob Fuglsang              | RadioShack-Nissan                  |

### Juin
| Date  | Course                                       | Pays      | Classe | Vainqueur                   | Équipe                          |
| ----- | -------------------------------------------- | --------- | ------ | --------------------------- | ------------------------------- |
| 2     | Trophée Melinda                              | Italie    | 1.1    | Carlos Betancur             | Acqua & Sapone                  |
| 2     | Trofeo Alcide Degasperi                      | Italie    | 1.2    | Enrico Barbin               | Trevigiani Dynamon Bottoli      |
| 2-9   | Tour de Roumanie                             | Roumanie  | 2.2    | Matija Kvasina              | Tusnad                          |
| 3     | Riga Grand Prix                              | Lettonie  | 1.2    | Andžs Flaksis               | Chipotle Development            |
| 3     | Grand Prix Südkärnten                        | Autriche  | 1.2    | Marko Kump                  | Adria Mobil                     |
| 3     | Mémorial Philippe Van Coningsloo             | Belgique  | 1.2    | Gediminas Bagdonas          | An Post-Sean Kelly              |
| 3     | Coppa della Pace                             | Italie    | 1.2    | Ruslan Tleubayev            | Astana Continental              |
| 5-9   | Tour de Slovaquie                            | Slovaquie | 2.2    | Enrico Rossi                | Meridiana Kamen                 |
| 7     | Grand Prix du canton d'Argovie               | Suisse    | 1.1    | Sergueï Lagoutine           | Vacansoleil-DCM                 |
| 7–10  | Ronde de l'Oise                              | France    | 2.2    | Jean-Luc Delpech            | Bretagne-Schuller               |
| 8-17  | Girobio                                      | Italie    | 2.2    | Joe Dombrowski              | Équipe nationale des États-Unis |
| 9     | Ronde van Zeeland Seaports                   | Pays-Bas  | 1.1    | Reinardt Janse van Rensburg | MTN Qhubeka                     |
| 9–15  | Tour de Thuringe                             | Allemagne | 2.2U   | Rohan Dennis                | Jayco-AIS                       |
| 10    | ProRace Berlin                               | Allemagne | 1.2    | André Greipel               | Lotto-Belisol                   |
| 12-17 | Tour de Serbie                               | Serbie    | 2.2    | Stefan Schumacher           | Christina Watches-Onfone        |
| 14–17 | Ster ZLM Toer                                | Pays-Bas  | 2.1    | Mark Cavendish              | Sky                             |
| 14–17 | Tour de Slovénie                             | Slovénie  | 2.1    | Janez Brajkovič             | Astana                          |
| 14–17 | Route du Sud                                 | France    | 2.1    | Nairo Quintana              | Movistar                        |
| 14–17 | Boucles de la Mayenne                        | France    | 2.2    | Laurent Pichon              | Bretagne-Schuller               |
| 14–17 | Tour des Pays de Savoie                      | France    | 2.2    | Stéphane Rossetto           | CC Nogent-sur-Oise              |
| 15–17 | Tour de Haute-Autriche                       | Autriche  | 2.2    | Robert Vrečer               | Vorarlberg                      |
| 17    | Flèche ardennaise                            | Belgique  | 1.2    | Clément Lhotellerie         | Colba-Superano Ham              |
| 20    | Halle-Ingooigem                              | Belgique  | 1.1    | Nacer Bouhanni              | FDJ-BigMat                      |
| 27    | Internationale Wielertrofee Jong Maar Moedig | Belgique  | 1.2    | Tim Declercq                | Topsport Vlaanderen-Mercator    |
| 28–1  | Czech Cycling Tour                           | Tchéquie  | 2.2    | František Padour            | Whirlpool-Author                |
| 30    | Circuit Het Nieuwsblad espoirs               | Belgique  | 1.2    | Sander Helven               | Ovyta-Eijssen-Acrog             |

### Juillet
| Date  | Course                                                 | Pays     | Classe | Vainqueur              | Équipe                       |
| ----- | ------------------------------------------------------ | -------- | ------ | ---------------------- | ---------------------------- |
| 1–8   | Tour d'Autriche                                        | Autriche | 2.HC   | Jakob Fuglsang         | RadioShack-Nissan            |
| 4–8   | Course de Solidarność et des champions olympiques      | Pologne  | 2.1    | Mariusz Witecki        | Bank BGŻ                     |
| 4–8   | Sibiu Cycling Tour                                     | Roumanie | 2.1    | Víctor de la Parte     | SP Tableware                 |
| 8     | Ronde pévéloise                                        | France   | 1.2    | Benoît Daeninck        | CC Nogent-sur-Oise           |
| 8     | Giro del Medio Brenta                                  | Italie   | 1.2    | Matteo Busato          | Idea 2010                    |
| 11    | Grote Prijs van de Stad Geel                           | Belgique | 1.2    | Tom Van Asbroeck       | Topsport Vlaanderen-Mercator |
| 12–15 | Trophée Joaquim Agostinho                              | Portugal | 2.2    | Ricardo Mestre         | Carmim-Prio                  |
| 14    | Grand Prix Nobili Rubinetterie - Coppa Città di Stresa | Italie   | 1.1    | Danilo Di Luca         | Acqua & Sapone               |
| 16-22 | Tour de la Vallée d'Aoste                              | France   | 2.2U   | Fabio Aru              | Palazzago-Elledent           |
| 21    | Miskolc GP                                             | Hongrie  | 1.2    | Krisztián Lovassy      | Tusnad                       |
| 21–25 | Tour de Wallonie                                       | Belgique | 2.HC   | Giacomo Nizzolo        | RadioShack-Nissan            |
| 22    | Budapest GP                                            | Hongrie  | 1.2    | Marko Kump             | Adria Mobil                  |
| 22    | Grand Prix de la ville de Pérenchies                   | France   | 1.2    | Rico Rogers            | Node 4-Giordana Racing       |
| 25-28 | Dookoła Mazowsza                                       | Pologne  | 2.2    | Mateusz Taciak         | CCC Polkowice                |
| 25    | Classique d'Ordizia                                    | Espagne  | 1.1    | Gorka Izagirre         | Euskaltel-Euskadi            |
| 25–29 | Tour Alsace                                            | France   | 2.2    | Jonathan Tiernan-Locke | Endura Racing                |
| 28–30 | Kreiz Breizh Elites                                    | France   | 2.2    | André Steensen         | Glud & Marstrand-LRØ         |
| 29    | Polynormande                                           | France   | 1.1    | Tony Hurel             | Europcar                     |
| 29    | Trophée Matteotti                                      | Italie   | 1.1    | Pierpaolo De Negri     | Farnese Vini-Selle Italia    |
| 31    | Circuit de Getxo                                       | Espagne  | 1.1    | Giovanni Visconti      | Movistar                     |

### Août
| Date  | Course                                                   | Pays     | Classe | Vainqueur               | Équipe                       |
| ----- | -------------------------------------------------------- | -------- | ------ | ----------------------- | ---------------------------- |
| 1–2   | Paris-Corrèze                                            | France   | 2.1    | Egoitz García           | Cofidis                      |
| 1–5   | Tour de Burgos                                           | Espagne  | 2.HC   | Daniel Moreno           | Katusha                      |
| 5     | Trophée international Bastianelli                        | Italie   | 1.2    | Luigi Miletta           | Gragnano Sporting Club       |
| 5     | Flèche du port d'Anvers                                  | Belgique | 1.2    | Joeri Stallaert         | Landbouwkrediet-Euphony      |
| 7–11  | Tour de l'Ain                                            | France   | 2.1    | Andrew Talansky         | Garmin-Sharp                 |
| 7–11  | Tour de León                                             | Espagne  | 2.2    | José Belda              | Gsport-Val.Terra             |
| 9–12  | Mi-août en Bretagne                                      | France   | 2.2    | David Veilleux          | Europcar                     |
| 9-12  | Tour de Szeklerland                                      | Roumanie | 2.2    | Vitaliy Popkov          | ISD-Lampre Continental       |
| 10    | Championnats d'Europe - contre-la-montre espoirs         | Italie   | CC     | Rasmus Christian Quaade | Équipe nationale du Danemark |
| 11    | Grand Prix de la ville de Camaiore                       | Italie   | 1.1    | Esteban Chaves          | Colombia-Coldeportes         |
| 11    | Mémorial Henryk Łasak                                    | Pologne  | 1.2    | Sylwester Janiszewski   | CCC Polkowice                |
| 12    | Championnats d'Europe - course en ligne espoirs          | Italie   | CC     | Jan Tratnik             | Équipe nationale de Slovénie |
| 12    | Coupe des Carpates                                       | Pologne  | 1.2    | Sylwester Janiszewski   | CCC Polkowice                |
| 12    | Gran Premio di Poggiana                                  | Italie   | 1.2U   | Adam Phelan             | Drapac                       |
| 14–17 | Tour du Limousin                                         | France   | 2.HC   | Yukiya Arashiro         | Europcar                     |
| 15–26 | Tour du Portugal                                         | Portugal | 2.1    | David Blanco            | Carmim-Prio                  |
| 16    | Coppa Bernocchi                                          | Italie   | 1.1    | Sacha Modolo            | Colnago-CSF Inox             |
| 16    | Gran Premio Capodarco                                    | Italie   | 1.2    | Gianfranco Zilioli      | Colpack                      |
| 17    | Coppa Agostoni                                           | Italie   | 1.1    | Emanuele Sella          | Androni Giocattoli-Venezuela |
| 17    | Dutch Food Valley Classic                                | Pays-Bas | 1.1    | Theo Bos                | Rabobank                     |
| 18    | Grand Prix Kralovehradeckeho kraje                       | Tchéquie | 1.2    | Martin Hačecký          | ASC Dukla Praha              |
| 18    | Trois vallées varésines                                  | Italie   | 1.HC   | David Veilleux          | Europcar                     |
| 18    | Puchar Ministra Obrony Narodowej                         | Pologne  | 1.2    | Damian Walczak          | BDC-Marcpol                  |
| 19    | Châteauroux Classic de l'Indre                           | France   | 1.1    | Rafael Andriato         | Farnese Vini-Selle Italia    |
| 21    | Grand Prix de la ville de Zottegem                       | Belgique | 1.1    | Matthias Brändle        | NetApp                       |
| 21    | Grand Prix des Marbriers                                 | France   | 1.2    | Sergey Pomoshnikov      | Équipe nationale de Russie   |
| 21–24 | Tour du Poitou-Charentes                                 | France   | 2.1    | Luke Durbridge          | Orica-GreenEDGE              |
| 21–25 | Baltic Chain Tour                                        | Lettonie | 2.2    | Gediminas Bagdonas      | An Post-Sean Kelly           |
| 22    | Druivenkoers Overijse                                    | Belgique | 1.1    | Björn Leukemans         | Vacansoleil-DCM              |
| 22–26 | Tour du Danemark                                         | Danemark | 2.HC   | Lieuwe Westra           | Vacansoleil-DCM              |
| 23    | Gran Premio Industria e Commercio Artigianato Carnaghese | Italie   | 1.1    | Diego Ulissi            | Lampre-ISD                   |
| 25    | Tour de Vénétie-Coppa Placci                             | Italie   | 1.1    | Oscar Gatto             | Farnese Vini-Selle Italia    |
| 26    | Coupe Sels                                               | Belgique | 1.1    | Niko Eeckhout           | An Post-Sean Kelly           |
| 26    | Ronde van Midden-Nederland                               | Pays-Bas | 1.2    | Ivar Slik               | Rabobank Continental         |
| 26    | Zagreb-Ljubljana                                         | Slovénie | 1.2    | Marko Kump              | Adria Mobil                  |
| 26–1  | Tour de l'Avenir                                         | France   | 2.Ncup | Warren Barguil          | Équipe nationale de France   |
| 31–1  | World Ports Classic                                      | Pays-Bas | 2.1    | Tom Boonen              | Omega Pharma-Quick Step      |

### Septembre
| Date  | Course                                            | Pays        | Classe | Vainqueur                 | Équipe                         |
| ----- | ------------------------------------------------- | ----------- | ------ | ------------------------- | ------------------------------ |
| 2     | Grand Prix Jef Scherens                           | Belgique    | 1.1    | Steven Caethoven          | Accent Jobs-Willems Veranda's  |
| 2     | Tour du Doubs                                     | France      | 1.1    | Jérôme Coppel             | Saur-Sojasun                   |
| 2     | Mémorial Davide Fardelli                          | Italie      | 1.2    | Rohan Dennis              | Jayco-AIS                      |
| 2     | Kernen Omloop Echt-Susteren                       | Pays-Bas    | 1.2    | Daniel Hoelgaard          | Øster Hus-Ridley               |
| 3–7   | Tour de Padanie                                   | Italie      | 2.1    | Vincenzo Nibali           | Liquigas-Cannondale            |
| 5     | Mémorial Rik Van Steenbergen                      | Belgique    | 1.1    | Theo Bos                  | Rabobank                       |
| 6–9   | Okolo Jižních Čech                                | Tchéquie    | 2.2    | Jiří Hochmann             | ASC Dukla Praha                |
| 8     | Paris-Bruxelles                                   | Belgique    | 1.HC   | Tom Boonen                | Omega Pharma-Quick Step        |
| 9     | Chrono champenois                                 | France      | 1.2    | Rohan Dennis              | Jayco-AIS                      |
| 9     | Grand Prix de Fourmies                            | France      | 1.HC   | Lars Ytting Bak           | Lotto-Belisol                  |
| 9–16  | Tour de Grande-Bretagne                           | Royaume-Uni | 2.1    | Nathan Haas,              | Garmin-Sharp                   |
| 9–15  | Tour de Bulgarie                                  | Bulgarie    | 2.2    | Maxat Ayazbayev           | Astana Continental             |
| 12    | Grand Prix de Wallonie                            | Belgique    | 1.1    | Julien Simon              | Saur-Sojasun                   |
| 14    | Championnat des Flandres                          | Belgique    | 1.1    | Ronan van Zandbeek        | Argos-Shimano                  |
| 14    | Grand Prix de la Somme                            | France      | 1.1    | Evaldas Šiškevičius       | La Pomme Marseille             |
| 15    | Grand Prix Impanis-Van Petegem                    | Belgique    | 1.1    | André Greipel             | Lotto-Belisol                  |
| 15    | Mémorial Marco Pantani                            | Italie      | 1.1    | Fabio Felline             | Androni Giocattoli-Venezuela   |
| 16    | Grand Prix d'Isbergues                            | France      | 1.1    | John Degenkolb            | Argos-Shimano                  |
| 16    | Grand Prix de l'industrie et du commerce de Prato | Italie      | 1.1    | Emanuele Sella            | Androni Giocattoli-Venezuela   |
| 16    | Trofeo Gianfranco Bianchin                        | Italie      | 1.2    | Kristian Sbaragli         |                                |
| 16    | Tour Bohemia                                      | Tchéquie    | 1.2    | Maroš Kováč               | Dukla Trenčín Trek             |
| 19    | Circuit du Houtland                               | Belgique    | 1.1    | Marcel Kittel             | Argos-Shimano                  |
| 21    | Tour of Vojvodina I                               | Serbie      | 1.2    | Kristjan Fajt             | Adria Mobil                    |
| 22    | Tour of Vojvodina II                              | Serbie      | 1.2    | Clemens Fankhauser        | Tirol                          |
| 22    | Flèche côtière                                    | Belgique    | 1.2    | Kevin Claeys              | Landbouwkrediet-Euphony        |
| 22–23 | Tour du Gévaudan Languedoc-Roussillon             | France      | 2.2    | Davide Rebellin           | Meridiana Kamen                |
| 23    | Gooikse Pijl                                      | Belgique    | 1.2    | Ken Hanson                | Optum-Kelly Benefit Strategies |
| 25    | Ruota d'Oro                                       | Italie      | 1.2    | Mattia Cattaneo           | Trevigiani Dynamon Bottoli     |
| 26    | Milan-Turin                                       | Italie      | 1.HC   | Alberto Contador          | Saxo Bank-Tinkoff Bank         |
| 27    | Tour du Piémont                                   | Italie      | 1.HC   | Rigoberto Urán            | Sky                            |
| 27–30 | Eurométropole Tour                                | Belgique    | 2.1    | Jürgen Roelandts          | Lotto-Belisol                  |
| 30    | Duo normand                                       | France      | 1.1    | Luke Durbridge Svein Tuft | Orica-GreenEDGE                |

### Octobre
| Date | Course                                               | Pays      | Classe | Vainqueur      | Équipe                  |
| ---- | ---------------------------------------------------- | --------- | ------ | -------------- | ----------------------- |
| 2    | Binche-Tournai-Binche - Mémorial Frank Vandenbroucke | Belgique  | 1.1    | Adam Blythe    | BMC Racing              |
| 3    | Tour de Münster                                      | Allemagne | 1.1    | Marcel Kittel  | Argos-Shimano           |
| 4    | Coppa Sabatini                                       | Italie    | 1.1    | Fabio Duarte   | Colombia-Coldeportes    |
| 4    | Paris-Bourges                                        | France    | 1.1    | Florian Vachon | Bretagne-Schuller       |
| 6    | Tour de Lombardie amateurs                           | Italie    | 1.2    | Jan Polanc     | Radenska                |
| 6    | Tour d'Émilie                                        | Italie    | 1.HC   | Nairo Quintana | Movistar                |
| 7    | Grand Prix Bruno Beghelli                            | Italie    | 1.1    | Nicki Sørensen | Saxo Bank-Tinkoff Bank  |
| 7    | Paris-Tours espoirs                                  | France    | 1.2U   | Taruia Krainer | Vendée U                |
| 7    | Paris-Tours                                          | France    | 1.HC   | Marco Marcato  | Vacansoleil-DCM         |
| 9    | Prix national de clôture                             | Belgique  | 1.1    | Wim Stroetinga | Koga                    |
| 14   | Tour de Vendée                                       | France    | 1.HC   | Wesley Kreder  | Vacansoleil-DCM         |
| 21   | Chrono des Nations-Les Herbiers-Vendée               | France    | 1.1    | Tony Martin    | Omega Pharma-Quick Step |

### Épreuves annulées
| Date              | Course                              | Pays        | Classe | Cause                           |
| ----------------- | ----------------------------------- | ----------- | ------ | ------------------------------- |
| 8 février         | Trofeo Serra de Tramuntana          | Espagne     | 1.1    | Météorologique                  |
| 21–25 février     | Tour de Sardaigne                   | Italie      | 2.1    | Financière                      |
| 25 février        | Gran Premio dell'Insubria           | Suisse      | 1.1    |                                 |
| 26 février        | Classica Sarda Olbia-Pantogia       | Italie      | 1.1    |                                 |
| 1er mars          | Tour du Frioul                      | Italie      | 1.1    | Juridique                       |
| 18 mars           | Tour du Groene Hart                 | Pays-Bas    | 1.1    | Financière                      |
| 29 mars-1er avril | Cinturón a Mallorca                 | Espagne     | 2.2    | Financière                      |
| 21 avril          | GP Llodio                           | Espagne     | 1.1    | Financière                      |
| 26 avril-1er mai  | Tour des régions italiennes         | Italie      | 2.2U   |                                 |
| 28 avril          | Grand Prix Herning                  | Danemark    | 1.1    | Financière                      |
| 1er mai           | Subida al Naranco                   | Espagne     | 1.1    | Intégrée au Tour des Asturies   |
| 13 mai            | Velothon Wales                      | Royaume-Uni | 1.2    |                                 |
| 3 juin            | Tour de Rijke                       | Pays-Bas    | 1.1    | Financière                      |
| 30 juin           | Grand Prix Kranj                    | Slovénie    | 1.1    |                                 |
| 5–8 juillet       | Tour de la communauté de Madrid U23 | Espagne     | 2.2    |                                 |
| 15 juillet        | Giro del Casentino                  | Italie      | 1.2    | Retour dans calendrier national |
| 29 juillet        | Tour de Bochum                      | Allemagne   | 1.1    |                                 |
| 31 juil-4 août    | Tour des Pyrénées                   | France      | 2.2    | Financière                      |
| 4 août            | Gran Premio Folignano               | Italie      | 1.2    | [ 14 ]                          |
| 27 août-1er sept  | Semaine cycliste lombarde           | Italie      | 2.1    | Financière                      |
| 2 septembre       | Tour de Romagne                     | Italie      | 1.1    | Financière                      |
| 15 septembre      | Prague-Karlovy Vary-Prague          | Tchéquie    | 1.2    |                                 |

## Classements finals
Source : UCI Europe Tour
| #   | Coureur                     | Pays           | Pts    |
| 1.  | John Degenkolb              | Allemagne      | 596    |
| 2.  | Marcel Kittel               | Allemagne      | 511    |
| 3.  | Jonathan Tiernan-Locke      | Royaume-Uni    | 478,2  |
| 4.  | Marko Kump                  | Slovénie       | 465    |
| 5.  | Danilo Di Luca              | Italie         | 410,2  |
| 6.  | Julien Simon                | France         | 399    |
| 7.  | Samuel Dumoulin             | France         | 394    |
| 8.  | Domenico Pozzovivo          | Italie         | 387,8  |
| 9.  | Carlos Betancur             | Colombie       | 369    |
| 10. | Reinardt Janse van Rensburg | Afrique du Sud | 349    |
| 11. | Gediminas Bagdonas          | Lituanie       | 346    |
| 12. | Jérôme Coppel               | France         | 336    |
| 13. | André Schulze               | Allemagne      | 332,75 |
| 14. | Michael Van Staeyen         | Belgique       | 327    |
| 15. | Franco Pellizotti           | Italie         | 313,2  |
| 16. | Robert Vrečer               | Slovénie       | 307    |
| 17. | Thomas Voeckler             | France         | 282    |
| 18. | Sergey Firsanov             | Russie         | 279,5  |
| 19. | Andrea Palini               | Italie         | 276    |
| 20. | Fabio Felline               | Italie         | 267,8  |

| #   | Équipe                        | Pays        | Pts      |
| 1.  | Saur-Sojasun                  | France      | 1 667    |
| 2.  | Argos-Shimano                 | Pays-Bas    | 1 615    |
| 3.  | Acqua & Sapone                | Italie      | 1 495    |
| 4.  | Androni Giocattoli-Venezuela  | Italie      | 1 482,4  |
| 5.  | Itera-Katusha                 | Russie      | 1 254    |
| 6.  | Endura Racing                 | Royaume-Uni | 1 161,2  |
| 7.  | Cofidis                       | France      | 1 149    |
| 8.  | Europcar                      | France      | 1 105    |
| 9.  | NetApp                        | Allemagne   | 1 102,55 |
| 10. | Adria Mobil                   | Slovénie    | 1 044    |
| 11. | Colnago-CSF Inox              | Irlande     | 1 033,8  |
| 12. | Topsport Vlaanderen-Mercator  | Belgique    | 1 007    |
| 13. | Bretagne-Schuller             | France      | 997      |
| 14. | Farnese Vini-Selle Italia     | Royaume-Uni | 945,6    |
| 15. | Rabobank Continental          | Pays-Bas    | 881      |
| 16. | An Post-Sean Kelly            | Belgique    | 879      |
| 17. | Leopard-Trek Continental      | Luxembourg  | 769      |
| 18. | Type 1-Sanofi                 | États-Unis  | 729      |
| 19. | Landbouwkrediet-Euphony       | Belgique    | 674      |
| 20. | Accent Jobs-Willems Veranda's | Belgique    | 626      |

### Classements par nations
| #   | Pays        | Pts      |
| 1.  | Italie      | 3 054    |
| 2.  | France      | 2 734    |
| 3.  | Allemagne   | 2 650,83 |
| 4.  | Slovénie    | 2 013    |
| 5.  | Russie      | 1 840.5  |
| 6.  | Belgique    | 1 639    |
| 7.  | Pays-Bas    | 1 383,34 |
| 8.  | Pologne     | 1 194,6  |
| 9.  | Espagne     | 1 026,2  |
| 10. | Royaume-Uni | 922,65   |
| 11. | Ukraine     | 784,88   |
| 12. | Tchéquie    | 778,95   |
| 13. | Danemark    | 721,66   |
| 14. | Autriche    | 693,7    |
| 15. | Lituanie    | 611      |
| 16. | Portugal    | 591,5    |
| 17. | Lettonie    | 483      |
| 18. | Suède       | 472,2    |
| 19. | Estonie     | 453,45   |
| 20. | Luxembourg  | 451,5    |

| #   | Pays (U23)  | Pts      |
| 1.  | Italie      | 1 355    |
| 2.  | Pays-Bas    | 1 213,21 |
| 3.  | France      | 883      |
| 4.  | Belgique    | 842      |
| 5.  | Russie      | 615      |
| 6.  | Allemagne   | 406,5    |
| 7.  | Slovénie    | 397      |
| 8.  | Lettonie    | 359      |
| 9.  | Danemark    | 346      |
| 10. | Luxembourg  | 293      |
| 11. | Autriche    | 273,6    |
| 12. | Norvège     | 232      |
| 13. | Suède       | 208      |
| 14. | Pologne     | 195      |
| 15. | Irlande     | 124      |
| 16. | Biélorussie | 118      |
| 17. | Roumanie    | 114      |
| 18. | Ukraine     | 112,41   |
| 19. | Royaume-Uni | 108      |
| 20. | Tchéquie    | 105      |